# Hargarten-aux-Mines
Pour les articles homonymes, voir Hargarten.
Hargarten-aux-Mines [aʁɡaʁtən o min] est une commune française située dans le département de la Moselle, en région Grand Est.
Elle est localisée dans les régions naturelles du pays de Nied et du Warndt, ainsi que dans le bassin de vie de la Moselle-Est. Ses habitants sont appelés les Hargartenois, ils sont aussi appelés Hargartois.

## Géographie
Hargarten-aux-Mines est un village du nord-est de la France, situé dans le département de la Moselle. La commune compte environ 1 100 habitants.
Le village se trouve à 18 km de Saint-Avold, 36 km de Forbach et à 40 km de Metz, le chef-lieu du département.

### Localisation
|           | Dalem               |       |
| Téterchen | Hargarten-aux-Mines | Falck |
|           | Coume               |       |

### Hydrographie

#### Réseau hydrographique
La commune est située dans le bassin versant du Rhin au sein du bassin Rhin-Meuse. Elle est drainée par le ruisseau le Grossbach et le ruisseau Banngraben.

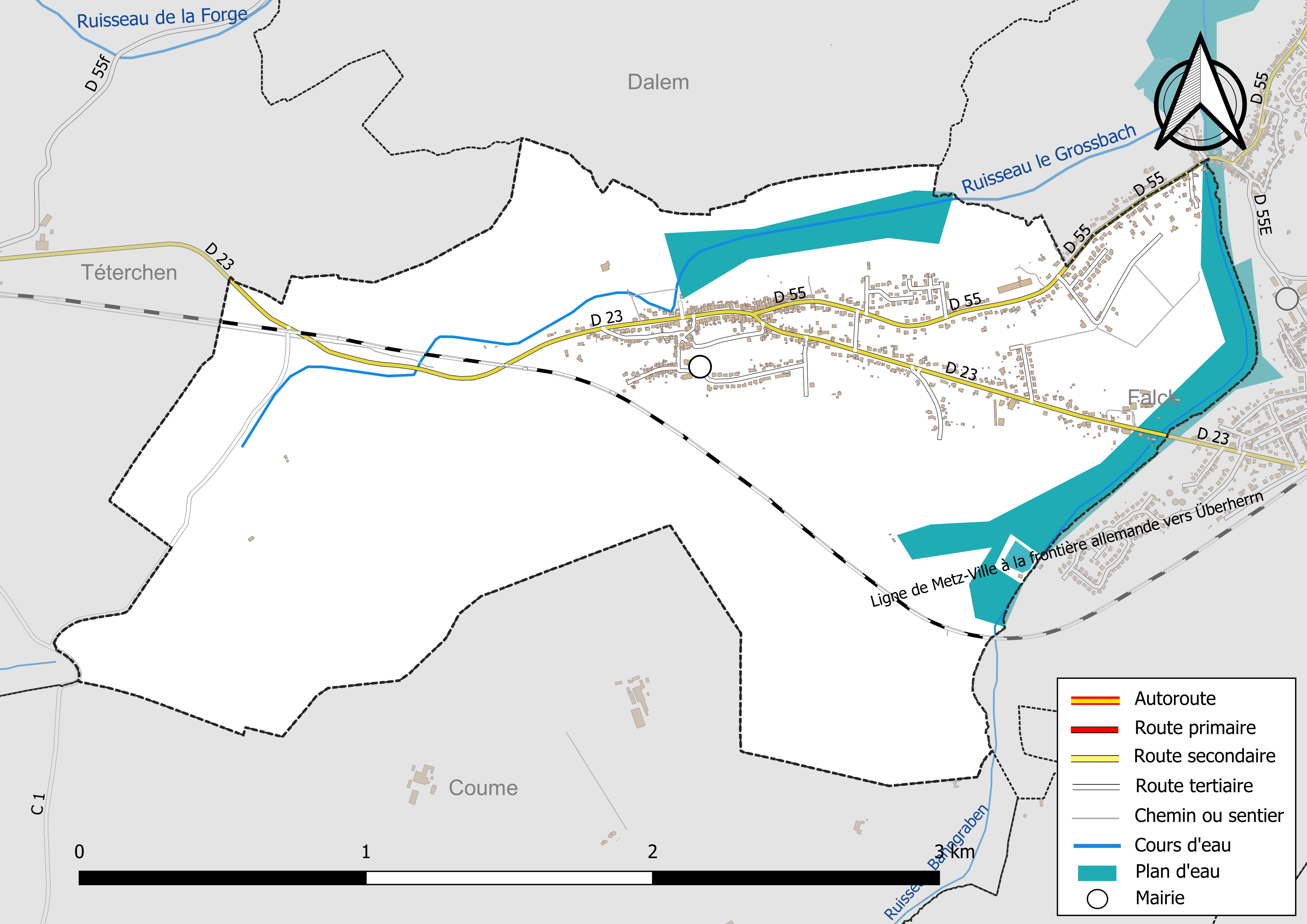
Réseaux hydrographique et routier d'Hargarten-aux-Mines.

#### Gestion et qualité des eaux
Le territoire communal est couvert par le schéma d'aménagement et de gestion des eaux (SAGE) « Bassin Houiller ». Ce document de planification, dont le territoire est approximativement délimité par un triangle formé par les villes de Creutzwald, Faulquemont et Forbach, d'une superficie de 576 km2, a été approuvé le 27 octobre 2017. La structure porteuse de l'élaboration et de la mise en œuvre est la région Grand Est. Il définit sur son territoire les objectifs généraux d’utilisation, de mise en valeur et de protection quantitative et qualitative des ressources en eau superficielle et souterraine, en respect des objectifs de qualité définis dans le SDAGE  du Bassin Rhin-Meuse.

### Climat
Pour des articles plus généraux, voir Climat du Grand Est et Climat de la Moselle.
En 2010, le climat de la commune est de type climat océanique dégradé des plaines du Centre et du Nord, selon une étude du Centre national de la recherche scientifique s'appuyant sur une série de données couvrant la période 1971-2000. En 2020, Météo-France publie une typologie des climats de la France métropolitaine dans laquelle la commune est exposée à un climat semi-continental et est dans la région climatique  Lorraine, plateau de Langres, Morvan, caractérisée par un hiver rude (1,5 °C), des vents modérés et des brouillards fréquents en automne et hiver. 
Pour la période 1971-2000, la température annuelle moyenne est de 9,9 °C, avec une amplitude thermique annuelle de 17,2 °C. Le cumul annuel moyen de précipitations est de 789 mm, avec 12 jours de précipitations en janvier et 9,2 jours en juillet. Pour la période 1991-2020, la température moyenne annuelle observée sur la station météorologique de Météo-France la plus proche, « Seingbouse », sur la commune de Seingbouse à 20 km à vol d'oiseau, est de 10,5 °C et le cumul annuel moyen de précipitations est de 731,4 mm. 
La température maximale relevée sur cette station est de 37,9 °C, atteinte le 25 juillet 2019 ; la température minimale est de −17 °C, atteinte le 20 décembre 2009,,. 
Les paramètres climatiques de la commune ont été estimés pour le milieu du siècle (2041-2070) selon différents scénarios d'émission de gaz à effet de serre à partir des nouvelles projections climatiques de référence DRIAS-2020. Ils sont consultables sur un site dédié publié par Météo-France en novembre 2022.

## Urbanisme

### Typologie
Au 1er janvier 2024, Hargarten-aux-Mines est catégorisée bourg rural, selon la nouvelle grille communale de densité à sept niveaux définie par l'Insee en 2022.
Elle appartient à l'unité urbaine de Falck, une agglomération intra-départementale regroupant deux  communes, dont elle est une commune de la banlieue,,. Par ailleurs la commune fait partie de l'aire d'attraction de Creutzwald, dont elle est une commune de la couronne,. Cette aire, qui regroupe 8 communes, est catégorisée dans les aires de moins de 50 000 habitants,.

### Occupation des sols
L'occupation des sols de la commune, telle qu'elle ressort de la base de données européenne d’occupation biophysique des sols Corine Land Cover (CLC), est marquée par l'importance des territoires agricoles (48,7 % en 2018), en augmentation par rapport à 1990 (42,3 %). La répartition détaillée en 2018 est la suivante : 
forêts (33,4 %), terres arables (27,9 %), zones agricoles hétérogènes (20,6 %), zones urbanisées (18 %), prairies (0,2 %). L'évolution de l’occupation des sols de la commune et de ses infrastructures peut être observée sur les différentes représentations cartographiques du territoire : la carte de Cassini (XVIIIe siècle), la carte d'état-major (1820-1866) et les cartes ou photos aériennes de l'IGN pour la période actuelle (1950 à aujourd'hui).

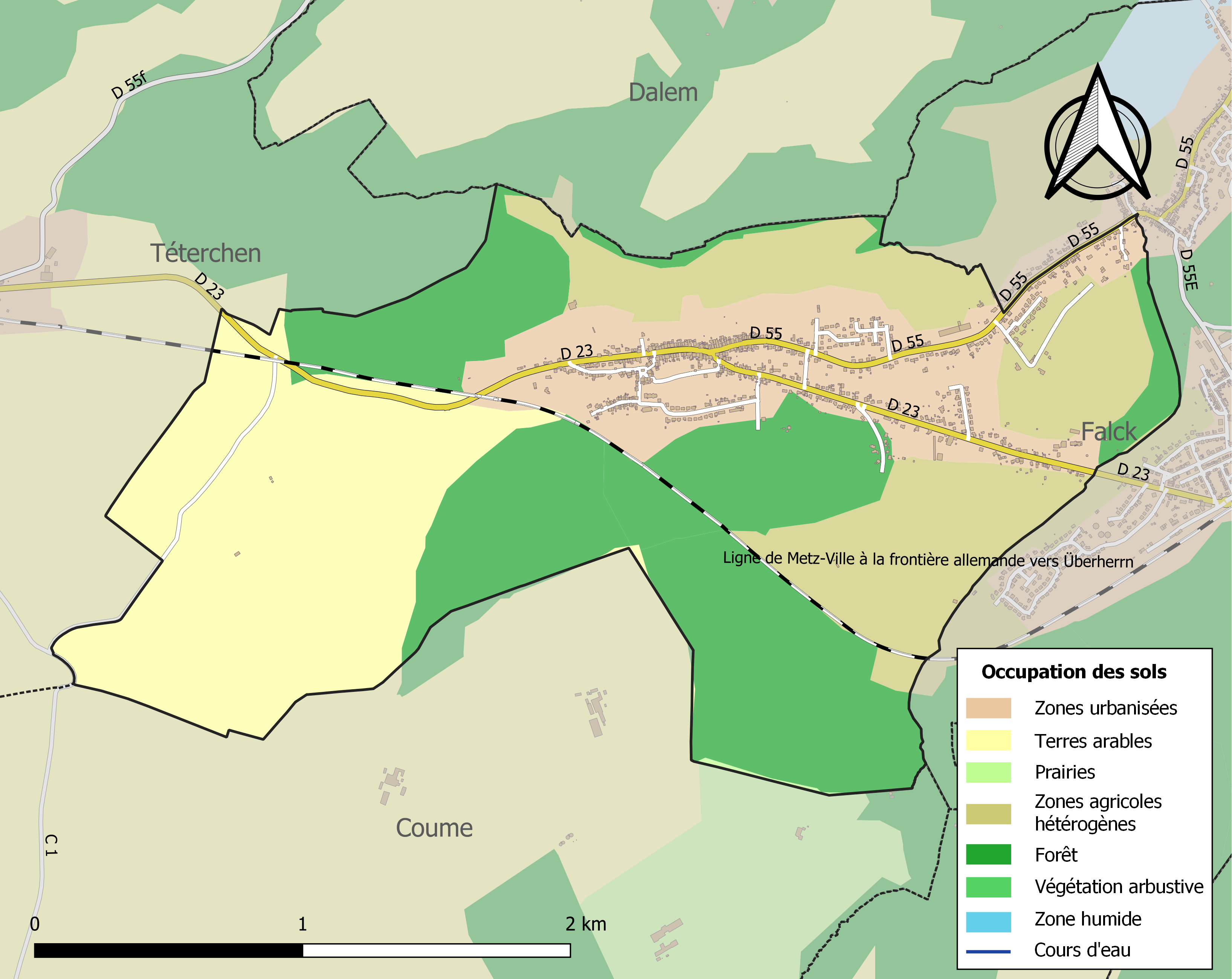
Carte des infrastructures et de l'occupation des sols de la commune en 2018 (CLC).

## Toponymie
- Hargarda ou Hergada en 1179, Hargarten les Faux en 1295, Hargarden en 1358, Hœrgarnten en 1560, Hargart en 1633, Hargarten aux Mines en 1793[17],[18].
- Hargarten[19] et Hargaarten en francique lorrain.
- Origine du nom « aux-Mines » : une mine de plomb fut exploitée au XVIIe siècle, supprimée en 1788, en activité de 1858 à 1900.

### Sobriquets
- Anciens sobriquets sur les habitants : Hargartener Laudaten (les sonneurs de cloches de Hargarten), Hargartener Ropperten (les querelleurs/bagarreurs de Hargarten)[20].

## Histoire
En 1661, Hargarten est un franc-alleu ainsi qu'une justice haute, moyenne et basse, dépendant du marquisat de Faulquemont. Dans la seconde moitié du XVIIIe siècle, ce village fait partie du  bailliage de Boulay puis de celui de Schambourg à partir de juin 1780.
Au XVIIIe siècle, il y a des mines de plomb en exploitation près de Hargarten ; il s'agit des mines Saint-Jean, Saint-Jacques, Sainte-Barbe et Saint-Nicolas.
Sur le plan religieux, Hargarten était le siège d'une cure dépendant de l'archiprêtré de Varize.

## Jumelage
- Hargarten-aux Mines est jumelé avec Pleumartin, commune du département de la Vienne (86450), c'est une terre d'accueil lors de l'exode en 1939[21].

## Démographie
L'évolution du nombre d'habitants est connue à travers les recensements de la population effectués dans la commune depuis 1800. Pour les communes de moins de 10 000 habitants, une enquête de recensement portant sur toute la population est réalisée tous les cinq ans, les populations de référence des années intermédiaires étant quant à elles estimées par interpolation ou extrapolation. Pour la commune, le premier recensement exhaustif entrant dans le cadre du nouveau dispositif a été réalisé en 2008.

En 2022, la commune comptait 1 083 habitants, en évolution de −3,22 % par rapport à 2016 (Moselle : +0,52 %, France hors Mayotte : +2,11 %).
| 1800 | 1806 | 1821 | 1836 | 1841 | 1861 | 1866 | 1871 | 1875 |
| ---- | ---- | ---- | ---- | ---- | ---- | ---- | ---- | ---- |
| 422  | 631  | 743  | 841  | 793  | 785  | 792  | 675  | 636  |

| 1880 | 1885 | 1890 | 1895 | 1900 | 1905  | 1910 | 1921 | 1926 |
| ---- | ---- | ---- | ---- | ---- | ----- | ---- | ---- | ---- |
| 661  | 580  | 632  | 641  | 648  | 1 211 | 630  | 695  | 800  |

| 1931 | 1936 | 1946 | 1954 | 1962  | 1968  | 1975 | 1982 | 1990  |
| ---- | ---- | ---- | ---- | ----- | ----- | ---- | ---- | ----- |
| 783  | 729  | 786  | 773  | 1 008 | 1 015 | 959  | 974  | 1 107 |

| 1999  | 2006  | 2008  | 2013  | 2018  | 2022  | - | - | - |
| ----- | ----- | ----- | ----- | ----- | ----- | - | - | - |
| 1 128 | 1 133 | 1 135 | 1 099 | 1 096 | 1 083 | - | - | - |

### Santé
L'un des cabinets médicaux du secteur se trouve à Falck avec la présence de plusieurs médecins généralistes.

### Cultes
- Le village possède une église catholique, l'église Saint-Michel. Il y a également présence d'une morgue aménagé en 1987 qui a un statut de dépositoire.
- Le monument aux morts indique la liste de noms des enfants de la commune disparus durant la Première et la Seconde Guerre mondiale[21].

### Enseignement
Il y a deux établissements scolaires à Hargarten-aux-Mines :
- une école maternelle publique
- une école élémentaire publique

Depuis 2010 il y a un accueil péri-scolaire au niveau de l'école maternelle.
Le collège public du secteur se trouve de la ville voisine de Falck (collège de la Grande Saule).

## Culture locale et patrimoine

### Lieux et monuments

#### Édifices civils
- Vestiges gallo-romains.

#### Édifice religieux
- Église Saint-Michel XVIIIe siècle, remaniée en 1848, de style grange : Vierge nourricière en pierre polychrome XIVe siècle, saints Pierre et Paul XVIIIe siècle, deux statues de saints en bois.

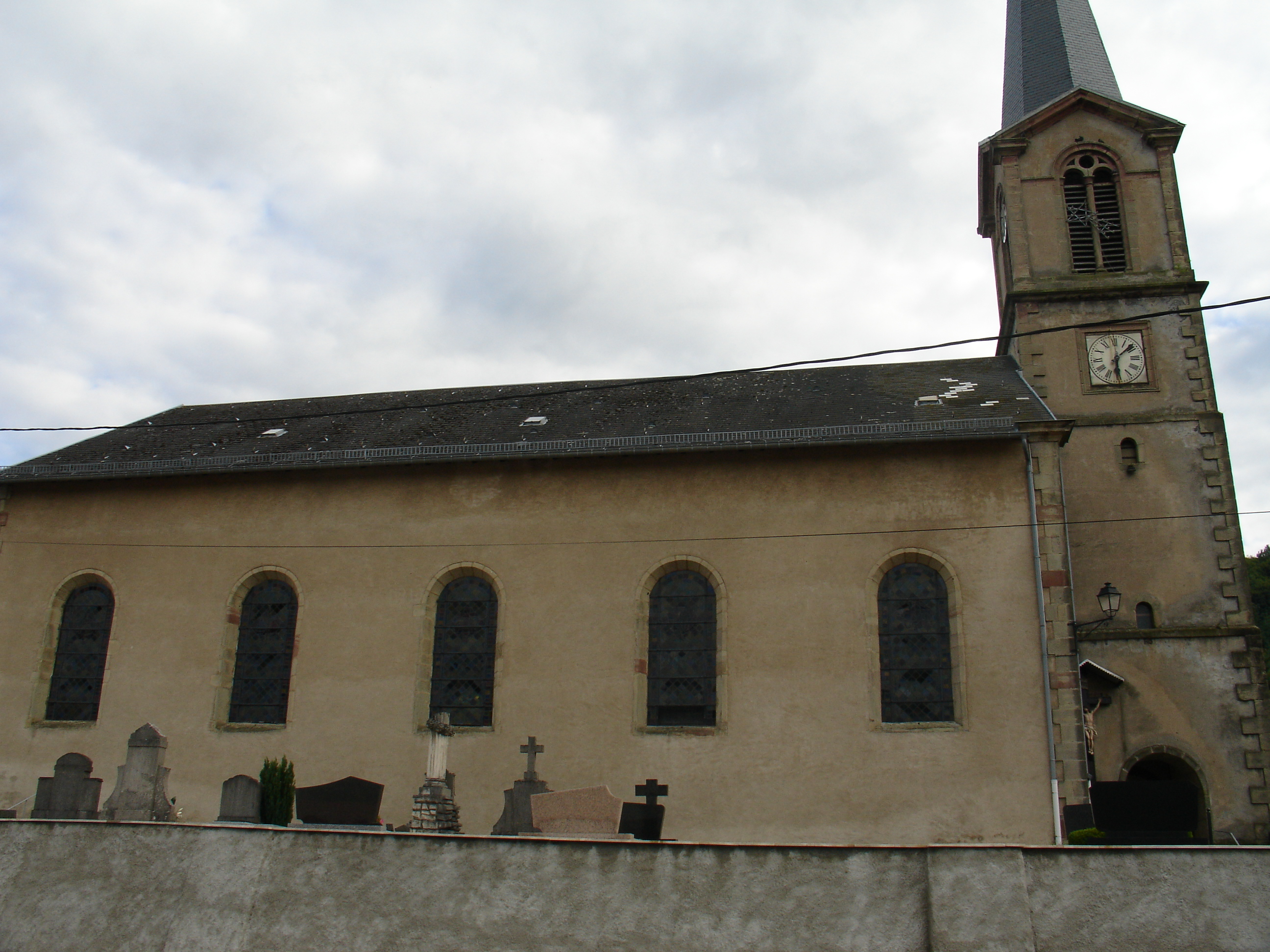
L'église Saint-Michel.

### Héraldique
| Blason de Hargarten-aux-Mines | Blason  | D'or à la tour de gueules ouverte du champ; à la bordure de sable chargée de huit coquilles d'argent. |
| Blason de Hargarten-aux-Mines | Détails | Le statut officiel du blason reste à déterminer.                                                      |